# Makalata
Makalata ist eine Gattung von Nagetieren in der Familie der Stachelratten. Einige Gattungsmitglieder zählten ursprünglich zur Gattung Kammstachelratten (Echimys). Verschiedene zwischenzeitlich in dieser Gattung gelistete Arten wurden nach neueren Studien anderen Gattungen zugeordnet.

## Merkmale
Die Gattungsvertreter erreichen etwa eine Kopf-Rumpf-Länge von 180 bis 280 mm und eine Schwanzlänge von 170 bis 240 mm. Die Hinterfüße sind 35 bis 46 mm lang und die Länge der Ohren liegt bei 14 bis 17 mm. Das Gewicht liegt bei Makalata didelphoides etwas unter 220 g und bei Makalata macrura etwas über 300 g. Typisch sind ein borstiges Fell, kurze Beine und ein Schwanz, der nur leicht mit Stacheln bedeckt ist. Vier paarig angeordnete Zitzen liegen bei Weibchen im hinteren Teil der Unterseite und manchmal ein funktionsloses Paar weiter vorn. Im Unterkiefer befinden sich nur leicht gebogene Schneidezähne. Je nach Art ist das Fell oberseits rotbraun, gelbbraun oder braunschwarz gesprenkelt und unterseits hell graubraun bis cremefarben oder weiß.

## Arten und Verbreitung
Die IUCN listet drei Arten in der Gattung.
- Die Brasilianische Baumstachelratte (Makalata didelphoides) bewohnt das östliche Amazonasbecken in Brasilien und erreicht im Norden die Region Guyanas sowie Venezuela.
- Makalata macrura hält sich im westlichen Amazonasbecken und im östlichen Vorland der Anden in Ecuador und Peru auf.
- Makalata obscura wurde an einem nicht dokumentierten Ort in Brasilien gefunden. Laut Studien von 2015 und 2016 könnte er sich in den brasilianischen Bundesstaaten Pará und Maranhão befinden.

## Lebensweise
Diese nachtaktiven Nagetiere leben in feuchten Wäldern und Galeriewäldern und besuchen Gärten. Sie ernähren sich von Früchten, unreifen Pflanzensamen und von wenigen Blättern. Die Tiere klettern im Geäst und erreichen die Baumkronen. Ein trächtiges Weibchen von Makalata macrura wurde im Juni eingefangen und gebar kurz darauf zwei Nachkommen. Ein anderes Weibchen hatte im Mai aktive Zitzen.

## Gefährdung
Die IUCN listet die beiden gut bekannten Arten als nicht gefährdet (least concern). Von Makalata obscura gibt es seit den 1840er Jahren keine weiteren Funde. Sie wird mit unzureichender Datenlage (data deficient) geführt.